# Aloe globuligemma
Aloe globuligemma là một loài thực vật có hoa trong họ Măng tây. Loài này được Pole-Evans mô tả khoa học đầu tiên năm 1915.